# 高橋かな
高橋 かな（たかはし かな、12月1日 - ）は、日本の女性声優。青森県出身。イエローテイル（ジュニア）所属。

## 出演
太字はメインキャラクター。

### ゲーム
2011年
- つよきす3学期

2012年
- エルクローネのアトリエ 〜Dear for Otomate〜（ローラ）
- バクダン★ハンダン（真の妹）

2013年
- 古色迷宮輪舞曲 〜La Roue de fortune〜（サキ）
- サウザンドメモリーズ（戦士クリスタ）
- 〜聖魔導物語〜（大クーシー）

2014年
- サウザンドメモリーズ（一筆の戦士クリスタ、聖木の護送者クリスタ）
- ものべの -pure smile-（つみ）

2015年
- BAD APPLE WARS
- 恋愛リベンジ（椿木春）

2016年
- 刺青の国（立川市）